# Tetraclorodibenzodioxina
La Tetraclorodibenzodioxina es una dioxina perteneciente a la familia de las dibenzo-p-dioxinas cloradas (PCDD). Su nombre químico exacto es 2,3,7,8-tetraclorodibenzo-p-dioxina Es persistente en el medio ambiente y tóxico para los organismos vivos.

## Naturaleza Química
. Está formada por 2 anillos bencénicos y cuatro átomos de cloro. Su formulación exacta es: 2,3,7,8-Tetraclorodibenzo-p-dioxina (TCDD), y su relación de átomos C12H4Cl4O2. Es un sólido incoloro e inodoro a temperatura ambiente.

## Génesis
Por lo general, se genera como producto secundario cuando se queman compuestos orgánicos clorados a altas temperaturas.

## Efectos en medio ambiente
La tetraclorodibenzodioxina es bioacumulable a lo largo de las cadenas tróficas.

## Efectos en la salud humana
Es teratógeno y cancerígeno.

## Sucesos históricos relacionados con la TCDD

### Agente Naranja en Vietnam
Fue uno de los componentes principales en el herbicida "agente naranja" usado en la Guerra de Vietnam, con consecuencias devastadoras.